# Patricio Rey y sus Redonditos de Ricota
Patricio Rey y sus Redonditos de Ricota —popularmente conhecida como "Los Redondos"— foi uma banda de rock argentino, oriunda da cidade La Plata, Província de Buenos Aires. Liderada por Carlos Solari e Eduardo Beilinson, é considerada uma das bandas mais influentes no rock argentino.
Los Redondos alcançaram grande popularidade e, ao mesmo tempo, mantiveram sua independência em relação à indústria musical, transformando-se na única banda que jamais usou a TV para difundir seu trabalho. Os shows eram promovidos "boca-a-boca" entre os fãs.
Sua obra musical sempre esteve marcada pelas metáforas nas letras, pela cultura, pelo vanguardismo e pelo misticismo em suas imagens. Esse paradigma contracultural é reforçado e marcado por sua produção independente.
As letras de suas músicas são carregadas de metáforas, que admitem várias interpretações. Musicalmente, destacam-se por seus instrumentais criativos, por uma primeira guitarra marcante, em combinação com a voz e com outros instrumentos, como violino, trompete, piano, dentre outros.

## Discografia
- Gulp!, 1985
- Oktubre, 1986
- Un baión para el ojo idiota, 1988
- ¡Bang! ¡Bang! Estás liquidado, 1989
- La mosca y la sopa, 1991
- En Directo, 1992
- Lobo Suelto, 1993
- Cordero Atado, 1993
- Luzbelito, 1996
- Ultimo bondi a Finisterre, 1998
- Momo sampler, 2000